# Джамьянг Кхьенце Чокьи Лодро
Дзонгсар Джамьянг Кхьенце Чокьи Лодро (тиб. རྫོང་གསར་མཁྱེན་བརྩ་ཆོས་ཀྱི་བློ་གྲོས་) (1893—1959) — буддийский мастер тибетской традиции Сакья, держатель линий передач всех 4 основных школ тибетского буддизма, крупный наставник.

## Краткая биография
Джамьянг Чокьи Лодро родился в год Водяной Змеи в 15-й лунный день 1893 года в Рекхе Аджам рядом с монастырём Катог. Его отец Гьюрме Цеванг Гьятцо был тантрическим учителем, правнуком тертона Дудула Ролпацела из долины Сер в Амдо, его мать звали Цультрим Цо из долины Сер в Амдо. Отец дал ему имя Джамьянг Чокьи Лодро.

### Обучение
Когда ему было семь лет, Каток Ситу Чокьи Гьяцо, племянник Джамьянга Кхьенце Вангпо, привёз его в монастырь Катог и признал манифестацией активности Джамьянга Кхьенце Вангпо, что соответствовало пророчеству Конгтрула Йонтена Гьяцо. Каток Ситу выполнил церемонию надрезания волос и даровал ему имя Джамьянг Лодро Гьяцо.
- С Кхенпо Тубтен Ригзином Кхьенце Ринпоче изучал молитвы, грамматику, астрологию, санскрит и много священных текстов.
- От Второго Каток Ситу, он получил передачу Ньинтик Ябши, цикл Лонгсал и много других практик.
- От Адзома Друкпы из Долины Тром он получил передачи Лонгчен Ньинтик, Гонпа Зантел, Лама Янтик и введение в созерцание Трекчо.
- Когда Кхьенце Ринпоче было тринадцать лет, под руководством Каток Ситу, Кхенпо Кунпел и других учителей он продолжал изучать тексты, такие как Домсум, Йонтен Дзо Йишин Дзо, Кхенджук и тексты Асанги.
- Когда ему было 15 лет, Чокьи Лодро переехал в Дзонгсар, традиционное местопребывание Кхьенце Вангпо. С Кхенпо Чампа Вангчук он изучал Абхидхарму, Абхисамайяламкару и Мадхъямакааватару. Вскоре он сам начал наставлять некоторых учеников в Дзонгсаре.
- В 17 лет от Тарце Понлоб Лотер Вангпо он получил передачу Ламдре Лопсе школы Сакья, Хеваджра-тантру и другие тексты.
- В 18 лет от своего отца он получил Ринчен Тердзо и терма Чоклинга.
- В 19 лет от Кхенпо Самтена Лодро он получил Друптаб Кунту и другие передачи.
- В 26 лет Кьенце Ринпоче отправился в монастырь Дзогчен и принял монашеские обеты от Кхенпо Джигме Пема Лосала.
- Также, от Шечена Гьялцапа он получил передачи Джангтер, Минлингтер и многие другие. В том же году, он учредил шедру Кхамче в Монастыре Дзонгсар.
- В 28 лет Кхьенце Ринпоче отправился в Галок, чтобы провести там несколько месяцев и увидеться с Третьим Додрубченом, Джигме Тенпе Ньима, сыном известного тертона Дуджома Лингпы. Он получил посвящения Ридзин Дюпа и Ладруб Тигле Гьячен. Также он получил учения по Еше Лама, Лонгчен Ньинтик и основные положения Гухьягарбха-маяджала-тантры.
- От Конме Кхенпо из Додрубчен Монастыря он получил передачи цикла Дамчо Дэчен Ламчок, обнаруженного Первым Додрубченом, как терма. От тертона Согьяла он получил передачи Ваджракилайи и Тролихик.
- В возрасте 32 лет в Шечен Монастыре он получил много передач, включая Дамнгак Дзо и Джангтер от Шечен Гьялцап Пема Намгьяла, который стал одним из его значимых учителей.
- В Миндролинге от Кхенпо Нгаванга Тубтена Норбу он принял монашеские обеты во второй раз.
- От Каток Кхенпо Нгаванга Палсанга он получил циклы учений Кхандро Янгтиг, Лонгсал и Дудул.

### Великие ученики
- Его главными учениками традиции Ньингма были: Кьябдже Дуджом Джигдрал Еше Дордже, Кьябдже Дилго Кьенце Ринпоче, Кьябдже Чатрал Санге Дордже Ринпоче, Кьябдже Тулку Урген Ринпоче, Кьябдже Дунгсей Тринлей Норбу Ринпоче, Тартанг Тулку Ринпоче, Согьял Ринпоче, и другие.
- Его главными учениками из школы Сакья были Кьябдже Дежунг Ринпоче и Его Святейшество Сакья Тридзин.
- Его главными учениками традиции Кагью были 2-й Джамгон Конгтрул Ринпоче, Сангье Ньенпа Ринпоче.
- Учеником из Гелуг Кьили Кьябгон Ринпоче.

### Уход
В возрасте 67 лет, на шестой день пятого месяца года Земли-Свиньи (1959), он ушёл в сопровождении лучей света, звуков и землетрясений. Сегодня большая часть его останков находится в маленькой золотой ступе в Королевской Капелле Сиккима.

### Перерождение
В 1968 году Сакья Тридзин признал в качестве тулку Джамьянга Кхьенце Чокьи Лодро Тхубтена Чокьи Гьяцо.